# Friedrich von Klocke
Friedrich von Klocke (* 9. Juni 1891 auf Haus Borghausen in Soest; † 28. Dezember 1960 in Münster) war ein deutscher Archivar, Privatdozent, Historiker und Genealoge.

## Leben
Er entstammte der Soester Patrizierfamilie von Klocke und wurde auf dem väterlichen Gut Borghausen bei Soest geboren. Seinen Schulbesuch beschloss er 1911 mit der Reifeprüfung am humanistischen Gymnasium in Münster. Bis 1916 studierte er in München, Berlin und Münster Geschichte und absolvierte dann als Landsturmmann bei der Kriegsnachrichten-Sammelstelle des VII. Armeekorps seinen Wehrdienst. Nach dem Krieg nahm er sein Studium (Staats- und Gesellschaftswissenschaften) in Münster erneut auf und wurde 1920 ebd. promoviert.
Seine berufliche Laufbahn begann Klocke im Archiv der Zentralstelle für deutsche Personen- und Familiengeschichte in Leipzig, wechselte aber 1925 als Oberarchivar in die Vereinigten Westfälischen Adelsarchive. Bereits als Gymnasiast hatte sich Klocke mit der Familienforschung befasst, nun war er auch maßgeblicher Bearbeiter des Westfälischen Adelsblattes. Seine genealogischen Forschungsarbeiten, die im Wesentlichen den westfälischen Adel im Fokus hatten, wurden regelmäßig in den einschlägigen Zeitschriften publiziert.
Zu Beginn der 1930er-Jahre wurde Klocke in Münster habilitiert und dozierte Februar 1931 ebd. im Fachgebiet der deutschen Sozialgeschichte. Als Mitglied war Klocke ab 1938 auch in der Landesabteilung Westfalen-Lippe der Deutschen Adelsgenossenschaft aktiv. Ab 1942 besetzte er die Professorenstelle für Geschichte, Westfälische Landesgeschichte und Genealogie.
Im Jahr 1926 wurde von Klocke zum ordentlichen Mitglied der Historischen Kommission für Westfalen gewählt, deren Vorstand er bis zu seinem Ausscheiden im Jahr 1945 ebenfalls angehörte. 1950 wurde er erneut als ordentliches Mitglied in die Kommission aufgenommen.
Er schloss sich zum 1. Mai 1933 mit Überzeugung der NSDAP an (Mitgliedsnummer 2.480.540) und wurde auch Funktionsträger in nationalsozialistischen Organisationen. Er war im Nationalsozialistischen Deutschen Dozentenbund organisiert.